# Шереп
Шере́п (укр. Шереп, крымскотат. Şerep, Шереп) — исчезнувшее село в Джанкойском районе Республики Крым, располагалось на территории, застроенной впоследствии городскими кварталами Джанкоя (ныне северная часть города, район улиц Октябрьская, Ярмарочная, Перекопская)..

## История
Согласно Камеральному Описанию Крыма… 1784 года, в последний период Крымского ханства Бешерек входил в Дип Чонгарский кадылык Карасубазарского каймаканства. После присоединения Крыма к России (8) 19 апреля 1783 года, (8) 19 февраля 1784 года, именным указом Екатерины II сенату, на территории бывшего Крымского Ханства была образована Таврическая область и деревня была приписана к Перекопскому уезду. После Павловских реформ, с 1796 по 1802 год, входила в Перекопский уезд Новороссийской губернии. По новому административному делению, после создания 8 (20) октября 1802 года Таврической губернии, деревня была включена в состав Биюк-Тузакчинской волости Перекопского уезда.
По Ведомости о всех селениях в Перекопском уезде состоящих с показанием в которой волости сколько числом дворов и душ… от 21 октября 1805 года в Шерепе, записанном, как Кучук-Керлеут числилось 10 дворов, 67 татар и 7 крымских цыган. На военно-топографической карте генерал-майора Мухина 1817 года в Шерепе обозначено 10 дворов. После реформы волостного деления 1829 года Шереп, согласно «Ведомости о казённых волостях Таврической губернии 1829 года» остался в составе Тузакчинской волости. На карте 1836 года в деревне 7 дворов, а на карте 1842 года Шереп обозначен условным знаком «малая деревня», то есть, менее 5 дворов. В «Списке населённых мест Таврической губернии по сведениям 1864 г.» Шереп уже не упомянут, хотя ещё обозначен на карте 1865 года. После этого в источниках не встречается.